# 趙炳琪
趙炳琪（1914年—1971年3月11日）。熱河省灤平縣人。民國37年（1948年）在熱河省選區當選第一屆立法委員

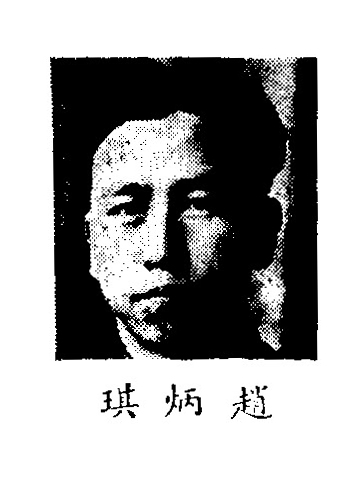
出席制憲國民大會代表時

## 生平[1]
- 中央政治學校大學部法律系畢業
- 中央訓練團、三民主義青年團工作人員訓練班、革命實踐研究院十二期畢業
- 湖南省民眾訓練區訓練員
- 四川省渠縣縣政府軍法承審秘書
- 四川省政府民政廳秘書
- 陝西省保安司令部上校主任軍法官、上校軍法科長
- 制憲國民大會代表
- 熱河省臨時參議會秘書長
- 熱河省黨部執行委員兼財務委員會副主任委員
- 民國60年3月11日病故[2]